# Tarde (manzana)
Tarde es el nombre de una variedad cultivar de manzano (Malus domestica). Esta manzana es originaria de Galicia, está cultivada en la colección de árboles frutales y banco de germoplasma de Mabegondo con el N.º 87; ejemplares procedentes de esquejes localizados en el San Cosme de Nogueirosa, parroquia del municipio de Puentedeume (La Coruña).

## Sinónimos
- "Manzana Tarde",[4][5]
- "Maceira Tarde".

## Características
El manzano de la variedad 'Tarde' tiene un vigor vigoroso. Tamaño grande y porte erguido.
Época de inicio de brotación a partir del 11 de abril y de floración a partir de 8 de mayo.
Las hojas tienen una longitud del limbo de tamaño corto, con la máxima anchura del limbo media. Longitud de las estípulas es media y la máxima anchura de las estípulas es desconocido. Denticulación del borde del limbo es serrado, con la forma del ápice del limbo acuminado y la forma de la base del limbo es obtuso. Con subestípulas presentes.
Sus flores tienen una longitud de los pétalos larga, anchura de los pétalos es ancha, disposición de los pétalos en contacto
entre sí, con una longitud del pedúnculo media.
La variedad de manzana 'Tarde' tiene un fruto de tamaño medio, de forma globoso-cónica, de color amarillo, con chapa lavada, e intensidad pálida. Epidermis de textura suave, sin pruina en su superficie y con presencia de cera media. Sensibilidad al "russeting" (pardeamiento áspero superficial que presentan algunas variedades)  muy poco sensible. Con lenticelas de tamaño pequeño.
Los sépalos están dispuestos de forma parcialmente replegados, y libres en su base; su fosa calicina es muy profunda y de una anchura media. Pedúnculo de grosor estrecho y de longitud medio, siendo la cavidad peduncular de una profundidad profunda y de anchura media. Con pulpa de color blanca, cuya firmeza es intermedia y textura intermedia; su jugosidad es intermedia, con sabor de acidez media, y aromática.
Época de maduración y recolección es el 8 de octubre. 'Tarde' es una manzana que su destino es la conservación de esta variedad en el banco de germoplasma de Mabegondo como reserva genética.

## Susceptibilidades
- Oidio: ataque débil
- Moteado: no presenta
- Raíces aéreas: no presenta
- Momificado: no presenta
- Pulgón lanígero: no presenta
- Pulgón verde: ataque débil
- Araña roja: no presenta
- Chancro del manzano: no presenta[3]